# Wakefieldia striaespora
Wakefieldia striaespora är en svampart som beskrevs av Corner & Hawker 1953. Wakefieldia striaespora ingår i släktet Wakefieldia och familjen Boletaceae.   Inga underarter finns listade i Catalogue of Life.